# Louis McManus
Louis Manuel McManus (31 de maio de 1898 - 17 de abril de 1968) foi um engenheiro de televisão, editor de filmes e designer estadunidense. A icônica estátua associada aos Emmy Awards foi criada por McManus, em 1948, tendo usado a sua esposa como modelo.